# Корвіно-Сан-Куїрико
Корвіно-Сан-Куїрико (італ. Corvino San Quirico) — муніципалітет в Італії, у регіоні Ломбардія,  провінція Павія.
Корвіно-Сан-Куїрико розташоване на відстані близько 440 км на північний захід від Рима, 55 км на південь від Мілана, 23 км на південь від Павії.
Населення — 1049 осіб (2014).

## Демографія
Населення за роками:

Станом на 1 січня 2023 року в муніципалітеті офіційно проживали 63 іноземці з 16 країн, серед них 31 громадянин країн Євросоюзу та 7 громадян України.

## Сусідні муніципалітети
- Кальвіньяно
- Казатізма
- Кастеджо
- Оліва-Джессі
- Робекко-Павезе
- Торричелла-Верцате